# Filmarkivet.se
Filmarkivet eller filmarkivet.se är en svensk webbplats för strömmande media som lanserades den 10 februari 2011. Den drivs av Svenska Filminstitutet och Kungliga biblioteket, och inriktar sig på svenska kort-, journal-, reklam- och dokumentärfilmer, från den första kända svenska filmen Konungens af Siam landstigning vid Logårdstrappan (1897) och framåt.
Vid lanseringen 2011 fanns omkring 300 titlar på webbplatsen och 2023 var det omkring 2 500 titlar. Varje år väljer webbplatsens redaktion på Kungliga biblioteket och Svenska Filminstitutet ut ett antal filmer från filmarkivet som publiceras på webbplatsen. Bland annat har Sveriges Television (SVT) ställt filmer till förfogande.
Utöver kortfilmer, journalfilmer, reklamfilmer och dokumentärfilmer finns även bland annat amatörfilmer, reportage, musikvideor, trailrar och stumfilmer. Av rättighetsskäl får inte nyare spelfilmer i långfilmsformat visas, bara äldre filmer som har fria rättigheter. Titlarna på Filmarkivet är sorterade i olika kategorier och teman. Det finns även en sökfunktion.